# Kwas cerebronowy
Kwas cerebronowy – organiczny związek chemiczny z grupy α-hydroksykwasów, który wykryto w zwierzęcych cerebrozydach.